# リーグH 2025-26
この項目では、2025-26年シーズンに行われるリーグHについて述べる。

## 概要
日本ハンドボールリーグからリーグHへ移行して2年目となるシーズン。男女ともに2回戦総当たりリーグ戦でレギュラーシーズンの順位を決定する。
株式会社TeToTeが運営する堺 LIAISON OSAKA（呼称は堺リエゾン）が男子に新規加盟。2026-27年シーズンからレギュラーシーズンに参加し、今季はカップ戦のみ参加する。

## チーム名称変更
開幕前に男子のアルバモス大阪が「アルバモス大阪高石」に、女子の北國ハニービー石川が「ハニービー石川」にチーム名を変更した。

## できごと

### 開幕前
- 6月24日
  - 福井永平寺ブルーサンダーが元デンマーク代表のサイモン・ビルケフェルト（リーベ・エスビャウHH）の加入を発表[4]。
- 7月9日
  - イズミメイプルレッズ広島を運営するイズミが、新たに運営会社として「株式会社メイプルレッズ」を設立[5]。
- 7月16日
  - ジークスター東京を退団した家田幹太が福井永平寺ブルーサンダーへ移籍[6]。
- 7月18日
  - 北國ハニービー石川を退団した柿添まどかがザ・テラスホテルズ ラティーダ琉球との契約に合意[7]。
- 7月23日
  - リーグ特別賞としてイズミメイプルレッズ広島顧問の三家本達也、同オーナーの山西泰明、審判委員会の後藤登が受賞[8]。
- 7月25日
  - ザ・テラスホテルズ ラティーダ琉球を退団した三橋未羽が大阪ラヴィッツへ移籍[9]。
- 8月1日
  - 北國ハニービー石川を退団した竹内琉奈がソニーセミコンダクタマニュファクチャリング ブルーサクヤ鹿児島へ移籍[10]。
- 8月4日
  - 今季からアースフレンズBM東京・神奈川の監督を務める森永浩壽が、双方合意の上で契約を解除したことを発表。今後は梶原晃が監督代行を務める[11]。
  - アースフレンズBM東京・神奈川を退団した濱津秀斗が大崎オーソル埼玉へ移籍[12]。
  - アースフレンズBM東京・神奈川を契約満了となり、自由交渉選手リストに掲載されていた内藤佑哉が、アースフレンズと再契約[13]。
- 8月5日
  - 琉球コラソンの新人、藤本青葉が一身上の都合により契約を解除[14]。
- 8月15日
  - 契約満了で琉球コラソンを退団した潘恩傑が、アルバモス大阪高石との契約に合意[15]。
  - 海外移籍のため北國ハニービー石川を退団した石川空が、ノルウェー1部リーグのモルデ・エリテへ移籍することを発表[16]。

### 2025年
- 9月6日
  - 男女開幕予定。

## 役員一覧
| 役職     | 氏名       |                                                                            |
| -------- | ---------- | -------------------------------------------------------------------------- |
| 理事長   | 中村和哉   | 北國銀行エグゼクティブアドバイザー 公益財団法人日本ハンドボール協会 副会長 |
| 専務理事 | 壹貫田剛史 | 合同会社エデュキュル 代表社員                                              |
| 理事     | 荒木香織   | 株式会社CORAZON チーフコンサルタント                                       |
| 理事     | 大賀智也   | ジークスタースポーツエンターテインメント株式会社 オーナー                  |
| 理事     | 大山加奈   | 元バレーボール日本代表                                                     |
| 理事     | 岡正規     | 豊田合成株式会社 アドバイザー                                              |
| 理事     | 勝田祥子   | 熊本ビューストピンディーズ GM                                              |
| 理事     | 鈴木万紀子 | 株式会社カノアクルー 代表取締役                                            |
| 理事     | 砂川浩慶   | 立教大学社会学部長・教授                                                   |
| 理事     | 髙田春奈   | 株式会社エスプリングホールディングス 代表取締役社長                        |
| 理事     | 宮本英範   | 公益財団法人日本ハンドボール協会 専務理事                                  |
| 監事     | 林いづみ   | 桜坂法律事務所パートナー                                                   |
| 監事     | 中村友理香 | 中村公認会計士事務所 副所長                                                |

## 参加チーム

### 男子リーグ
| チーム名 ()内は呼称                                       | 創設年 | 加盟年 | 所在地               | 監督               | 前年度 |
| --------------------------------------------------------- | ------ | ------ | -------------------- | ------------------ | ------ |
| トヨタ自動車東日本レガロッソ宮城                          | 1966年 | 2012年 | 宮城県大衡村         | 阿部直人           | 6位    |
| 大崎オーソル埼玉                                          | 1960年 | 1976年 | 埼玉県三芳町         | 小澤広太           | 7位    |
| ジークスター東京                                          | 2018年 | 2020年 | 東京都               | 佐藤智仁           | 3位    |
| アースフレンズBM東京・神奈川                              | 2021年 | 2022年 | 東京都・神奈川県     | 梶原晃 (代行)      | 10位   |
| 富山ドリームス                                            | 2020年 | 2023年 | 富山県               | 大房和雄           | 13位   |
| 福井永平寺ブルーサンダー                                  | 2023年 | 2023年 | 福井県吉田郡永平寺町 | 酒巻清治           | 8位    |
| 豊田合成ブルーファルコン名古屋                            | 1975年 | 2000年 | 愛知県清須市         | 田中茂             | 優勝   |
| 大同特殊鋼 Phenix TOKAI (大同フェニックス東海)            | 1964年 | 1976年 | 愛知県名古屋市       | 芳村優太           | 4位    |
| トヨタ車体ブレイヴキングス刈谷 (ブレイヴキングス刈谷)     | 1967年 | 2000年 | 愛知県刈谷市         | ラース・ウェルダー | 2位    |
| アルバモス大阪高石 (アルバモス大阪)                       | 2023年 | 2024年 | 大阪府高石市         | 銘苅淳             | 11位   |
| 安芸高田わくながハンドボールクラブ                        | 1969年 | 1976年 | 広島県安芸高田市     | 稲毛隆人           | 9位    |
| ゴールデンウルヴス福岡                                    | 2019年 | 2019年 | 福岡県大野城市       | 國分晴貴           | 14位   |
| トヨタ紡織九州レッドトルネードSAGA (レッドトルネード佐賀) | 1992年 | 1996年 | 佐賀県神埼市         | 岩本真典           | 5位    |
| 琉球コラソン                                              | 2007年 | 2008年 | 沖縄県浦添市         | 黒島宣昭           | 12位   |

堺 LIAISON OSAKAはカップ戦のみ参加。2026-27年シーズンよりレギュラーシーズン参加予定。
| チーム名 ()内は呼称           | 創設年 | 加盟年 | 所在地     | 監督     |
| ----------------------------- | ------ | ------ | ---------- | -------- |
| 堺 LIAISON OSAKA (堺リエゾン) | 2021年 | 2025年 | 大阪府堺市 | 玉村健次 |

### 女子リーグ
| チーム名 ()内は呼称                                                                | 創設年 | 加盟年 | 所在地         | 監督       | 前年度 |
| ---------------------------------------------------------------------------------- | ------ | ------ | -------------- | ---------- | ------ |
| プレステージ・インターナショナル アランマーレ富山 (アランマーレ富山)               | 2016年 | 2017年 | 富山県射水市   | 福田丈     | 3位    |
| ハニービー石川                                                                     | 1975年 | 1978年 | 石川県金沢市   | 河合辰弥   | 2位    |
| 飛騨高山ブラックブルズ岐阜                                                         | 2013年 | 2013年 | 岐阜県高山市   | 伊藤寿浩   | 9位    |
| HC名古屋                                                                           | 1967年 | 1976年 | 愛知県名古屋市 |            | 8位    |
| 三重バイオレットアイリス                                                           | 2002年 | 2006年 | 三重県鈴鹿市   | 黄慶泳     | 10位   |
| 大阪ラヴィッツ                                                                     | 2016年 | 2017年 | 大阪府大阪市   |            | 11位   |
| イズミメイプルレッズ広島                                                           | 1994年 | 1994年 | 広島県広島市   | 大前典子   | 6位    |
| 香川銀行GiraSol kagawa (香川銀行シラソル香川)                                      | 1992年 | 2022年 | 香川県高松市   | 亀井好弘   | 5位    |
| 熊本ビューストピンディーズ                                                         | 1974年 | 1976年 | 熊本県山鹿市   | 洪廷昊     | 4位    |
| ソニーセミコンダクタマニュファクチャリング ブルーサクヤ鹿児島 (ブルーサクヤ鹿児島) | 1984年 | 1985年 | 鹿児島県霧島市 | 岸本健太   | 優勝   |
| ザ・テラスホテルズ ラティーダ琉球                                                  | 2017年 | 2021年 | 沖縄県名護市   | 東長濱秀作 | 7位    |